# Geraldine Heaneyová
Geraldine Heaneyová (* 1. října 1967, Belfast, Severní Irsko) je bývalá kanadská hokejistka irského původu, která v současnosti působí jako hokejový trenér.

## Hráčská kariéra
Ve 13 letech začala hrávat za Toronto Aeros, kde působila celkem 18 let. Hrávala na postu obránce a byla třikrát byla oceněna jako nejlepší obránce národního šampionátu.
Kanadu reprezentovala na mistrovství světa od jeho založení v roce 1990, kde s týmem získala zlaté medaile. Rovněž na dalších šampionátech v letech 1992, 1994, 1997, 1999, 2000, 2001 byla oporou Kanady, při všech svých účastech na mistrovství světa si odvážela zlato.
Zimních olympijských her se účastnila třikrát, v roce 1998 si po finálové porážce od Spojených států amerických odvážela stříbro, v letech 2002 a 2006 pak opět zlaté medaile.

## Ocenění
- členka All-star týmu mistrovství světa v letech 1992 a 1999
- nejlepší obránce světového šampionátu v letech 1992 a 1994
- nejužitečnější hráčka národního kanadského šampionátu žen – 1992
- nejlepší obránce národního kanadského šampionátu žen – 1993, 1997, 2001
- členka Síně slávy Mezinárodní hokejové federace – od roku 2008 jako první žena spolu s Cammi Granatovou a Angelou Jamesovou

## Trenérská kariéra
Působí jako hlavní kouč ženského týmu University of Waterloo.